# 国際あやとり協会
国際あやとり協会（こくさいあやとりきょうかい、英: International String Figure Association、略称: ISFA）は、世界のあやとりを収集・保存・研究し、次の世代へ伝えるために1993年に設立された非営利団体である。

## 歴史
1972年、結び目理論の研究者・野口廣は、知り合いの科学雑誌編集長から「あやとり」についての問い合わせがあったのがきっかけであやとりの調査、研究を始めた。当時早稲田大学で教授を務めていた野口は、あやとりの中に数学的な概念を見出し、貴重な文化的遺産であると認識するようになった。
1978年、野口はあやとりの収集、保全を目的とした「日本あやとり協会」を設立し、機関紙『あやとり』を発行。海外のあやとり愛好家たちの参入もあり、機関紙は日本語版と英語版が発行されていた。英語版の投稿者が増える一方、日本語版の投稿者が減少したため、1994年に日本あやとり協会は「国際あやとり協会 (ISFA)」となり、本部もアメリカ合衆国・カリフォルニア州に移された。